# Сотники (Черкасская область)
Со́тники (укр. Сотники) — село в Корсунь-Шевченковском районе Черкасской области Украины.
Население по переписи 2001 года составляло 515 человек. Почтовый индекс — 19415. Телефонный код — 4735.

## Местный совет
19415, Черкасская обл., Корсунь-Шевченковский р-н, с. Ситники

## История
В XIX веке село Сотники было в составе Корниловской волости Каневского уезда Киевской губернии. В селе была Михайловская церковь. Священнослужители Михайловской церкви:
- 1802 — священник Семен Данилович Грегорович.
- 1866—1906 — священник Иустин Рафаилович Туробойский.
- 1866 — дьячок Федор Фомич Визерский, пономарь Никита Антонович Чернявский.